# Berendrecht-Zandvliet-Lillo
Pour les articles homonymes, voir Lillo.
Berendrecht-Zandvliet-Lillo est un district de la ville belge d'Anvers située en Région flamande dans la province d'Anvers. Ce district fut constitué le 1er janvier 1958 par la fusion des communes de Berendrecht (anciennement Beirendrecht), Zandvliet et Lillo. 
Elle possède la plus grande écluse du monde (500 mètres de long et 68 de large) qui relie l'Escaut et les docks de la rive Est du fleuve.